# Tahoka
Tahoka é uma cidade localizada no estado norte-americano do Texas, no Condado de Lynn.

## Demografia
Segundo o censo norte-americano de 2000, a sua população era de 2910 habitantes.
Em 2006, foi estimada uma população de 2715, um decréscimo de 195 (-6.7%).

## Geografia
De acordo com o United States Census Bureau tem uma área de
6,2 km², dos quais 6,2 km² cobertos por terra e 0,0 km² cobertos por água. Tahoka localiza-se a aproximadamente 939 m acima do nível do mar.

## Localidades na vizinhança
O diagrama seguinte representa as localidades num raio de 36 km ao redor de Tahoka.